# Maximum Risk
Maximum Risk (Máximo riesgo en español) es una película estadounidense de acción de 1996. Dirigida por Ringo Lam, es protagonizada por Jean-Claude Van Damme y Natasha Henstridge. La película fue estrenada en Estados Unidos el 13 de septiembre de 1996.

## Argumento
Alain Moreau es un policía francés y ex francotirador del ejército que vive en Niza. Alain se encuentra en un funeral de la policía, cuando su compañero, Sebastien aparece para informarle que acaban de encontrar en la ciudad a un sujeto muerto que es físicamente idéntico a él. Ellos descubren que el nombre del sujeto era Mikhail Suverov, que tenía planes de encontrarse con Alain, y que según su identificación, nació exactamente el mismo día que Alain. Al momento de confrontar a su madre, esta le confiesa haber dado a Mikhail en adopción al momento de nacer. Como resultado, Alain descubre que Mikhail era su hermano gemelo.
Alain, al seguir los pasos de su hermano llega a la ciudad de Nueva York, donde descubre que Mikhail formaba parte de la mafia rusa, que era perseguido y que presuntamente fue asesinado cuando intentaba salir de la vida criminal. Misteriosamente, la mafia rusa al no saber de la muerte de Mikhail, confunde a Alain con su hermano. En su búsqueda por saber la verdad, Alain conoce a su único aliado real, la novia de Mikhail, la bella camarera Alex Bartlett y a su vez descubre que el FBI pretendía detener a Mikhail de mostrar a las autoridades una lista donde hay corruptos agentes del FBI involucrados con la mafia. Alain planea descubrir la verdad acerca de quien era su hermano y de quien lo asesinó, lo que representa un riesgo no solo por la mafia, sino por los corruptos agentes del FBI, que a toda costa intentarán detenerlo.

## Reparto
| Actor                 | Personaje                      |
| --------------------- | ------------------------------ |
| Jean-Claude Van Damme | Alain Moreau / Mikhail Suverov |
| Natasha Henstridge    | Alex Bartlett                  |
| Jean-Hugues Anglade   | Sebastien                      |
| Zach Grenier          | Ivan Dzasokhov                 |
| Paul Ben-Victor       | Agente Pellman                 |
| Frank Senger          | Agente Loomis                  |
| David Hemblen         | Dmitri Kirov                   |
| Dan Moran             | Yuri                           |
| Stefanos Miltsakakis  | Red Face                       |
| Stéphane Audran       | Chantal Moreau                 |
| Frank Van Keeken      | Davis Hartley                  |

## Producción
- La cinta se filmó en Toronto, Nueva York, Niza, París y Villefranche-sur-Mer.
- Es la primera película protagonizada por Jean-Claude Van Damme bajo su contrato con Sony Pictures.
- Fue idea de Van Damme que Ringo Lam dirigiera la película, que es su debut en América.
- "The Exchange" y "Bloodstone" fueron los títulos que se consideraron para llamar la cinta previo a su estreno.

## Recepción
Maximum Risk contó con un presupuesto de $25 millones de dólares. Se estrenó el 13 de septiembre de 1996. Alcanzó el primer lugar de taquilla y recaudó $5 millones de dólares el primer fin de semana. En total logró tan solo $14 millones de dólares en la taquilla estadounidense. A nivel mundial recaudó $51.7 millones.
La cinta recibió críticas mixtas. Se destacó la dirección de Ringo Lam, debido a las secuencias de acción bien logradas y el buen ritmo de la película. Para otros críticos, el desempeño de Lam significó una decepción en comparación con sus trabajos anteriores. Las críticas hacia Van Damme fueron generalmente positivas, ya que la cinta fue considerada de más calidad que las películas promedio que protagonizaba entonces el actor.